# باري رايت (لاعب كرة قدم)
باري رايت (بالإنجليزية: Barry Wright)‏ هو لاعب كرة قدم بريطاني في مركز ظهير ‏، ولد في 23 يوليو 1939 في ريكسهام في المملكة المتحدة. لعب مع نادي بانغور سيتي ونادي تشستر سيتي ونادي ريكسهام.